# Мышца, сморщивающая бровь
Мышца, сморщивающая бровь (лат. Musculus corrugator supercilii) — мышца головы из группы мышц, окружающих глазную щель.
Начинается от лобной кости, расположенной над слёзной костью, направляется вверх по ходу надбровной дуги и прикрепляется к коже бровей. Здесь пучки мышцы переплетаются с мышечными пучками лобной мышцы.

## Функция
Эта мышца сближает брови и вызывает образование вертикальных морщин в межбровном промежутке над переносьем. Часто, кроме вертикальных складок, над переносьем образуются ещё короткие поперечные морщины в средней трети лба, обусловленные одновременным действием лобной мышцы. Такое положение бровей бывает при страдании, боли и характерно для тяжёлых душевных переживаний.